# ザ・コーヒービーン & ティーリーフ
『ザ・コーヒービーン & ティーリーフ』（The Coffee Bean & Tea Leaf、略称：ザ・コーヒービーン、コーヒービーン）は、カリフォルニア州ロサンゼルス市に本部を置くコーヒーのチェーン店。第1店舗は1963年9月に開店した。2017年現在、世界32カ国に1000を超える店舗を出店している。

## 歴史

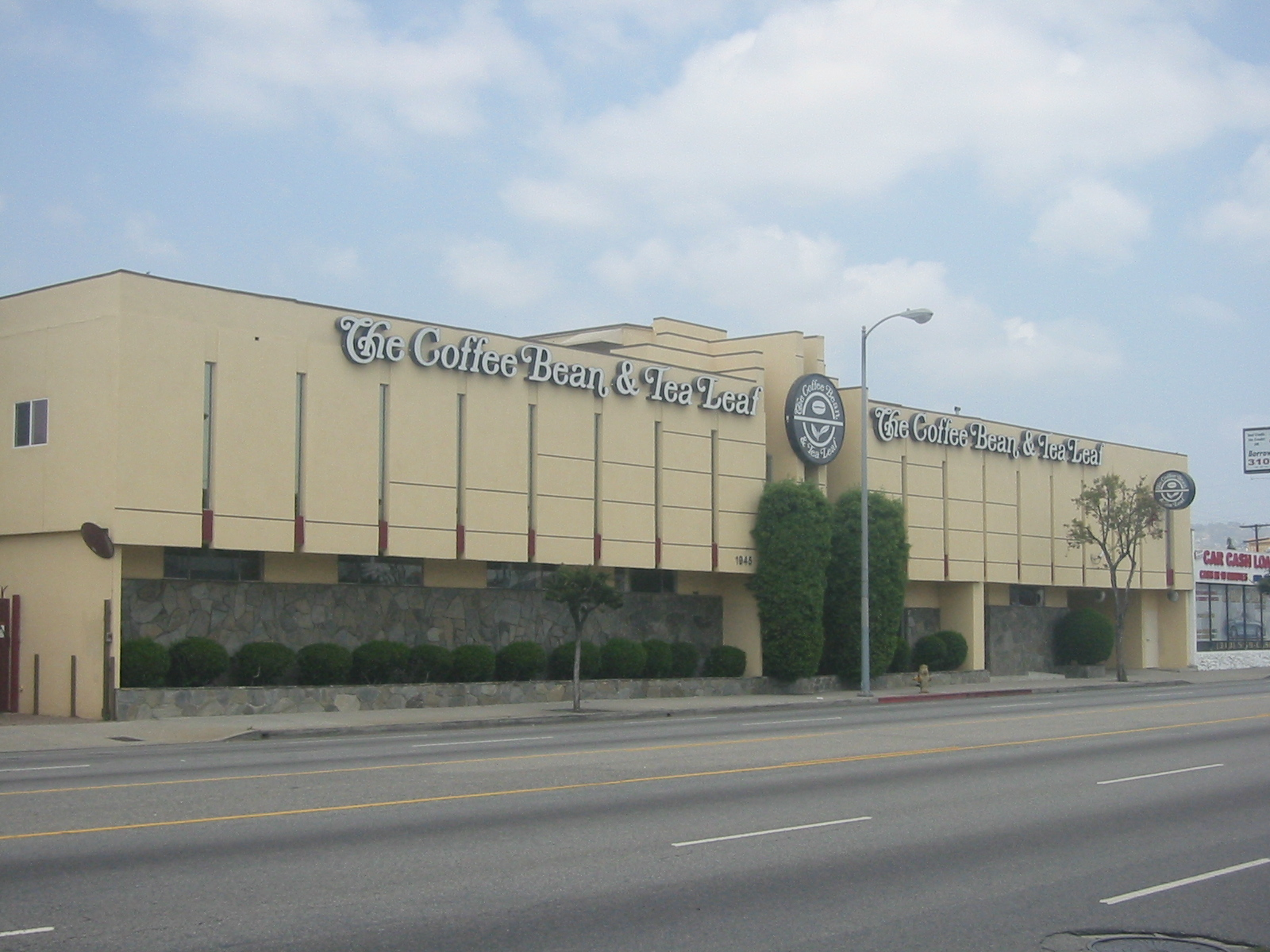
カリフォルニア州ロサンゼルス市にあるコーヒービーン & ティーリーフの本部

ザ・コーヒービーン & ティーリーフはモナ･ハイマンとハーバート・ハイマンによって1963年9月に創業された。第1店舗はロサンゼルス市郊外のブレントウッド。この店舗はいまだ営業している。コーヒービーンは長い間、多くのハリウッド・スターを含む多くの人に愛されており、今日のカフェビジネスの成功例とされている。
1996年、アジアにおけるフランチャイズ権をシンガポールのビクター・サスーン、サニー・サスーン兄弟に売却。サスーン兄弟は事業を急成長させ、1998年にハイマンから本社を買収しオーナーとなった。
2013年、投資ファンドに売却された後、2019年7月24日、フィリピン最大の外食企業であるジョリビー・フード・コーポレーションに買収された。

## 日本での展開
日本での運営は、2014年6月に設立された銀だこを経営する株式会社ホットランドとイオンモールの合併会社であるL.A.Styleである。2015年5月に国内1号店となる日本橋店、国内2号店となるイオンレイクタウンkaze店を続けてオープン。イオンモールが運営に関わっていることから、主に同社の運営するショッピングモールを中心に出店を加速。2016年5月までに、関東・東海・関西に12店舗を展開した。しかし、2016年8月に旗艦店となる南青山店がわずか4ヶ月で閉店 するなど、2017年にかけて閉店する店舗が相次ぎ、2018年6月時点では4店舗までに減少。その後東海・関西からは撤退した一方、2020年6月に佐野プレミアムアウトレットにおよそ4年ぶりの新店舗をオープン したが、2022年3月6日に閉店し、国内店舗は無い。

### 閉店した店舗
- 東京都・イオンモールむさし村山店
- 東京都・南青山店
- 東京都・東京ガーデンテラス紀尾井町店
- 東京都・日本橋店（国内1号店）
- 埼玉県・イオンモール羽生店
- 埼玉県・イオンレイクタウンmori店
- 埼玉県・イオンレイクタウンkaze店
- 栃木県・佐野プレミアムアウトレット店
- 愛知県・イオンモール常滑店
- 愛知県・イオンモール岡崎店
- 岐阜県・イオンモール各務原店
- 大阪府・なんばマルイ店
- 大阪府・イオンモール堺鉄砲町店

## 外部サイト
- コーヒービーン＆ティーリーフ
- Official website of The Coffee Bean & Tea Leaf